# Струмце
Струмце је насеље у Србији у општини Тутин у Рашком округу. Село је између Јабланичке и Драгочевске реке на заравни изнад Ибра. Куће су груписане у два засеока: Башићи (или Доње Село) и Горња Махала. Ово је врло старо насеље, што је сведочила и стара црква која је до 1925. године пполуразрушена, да би те године била обновљена. Име засеока Башићи долази од муслиманског становништва које је некад живело у овом село док није емигрирало у Турску. Према попису из 2022. било је 9 становника.

## Демографија
У насељу Струмце живи 41 пунолетни становник, а просечна старост становништва износи 47,4 година (43,5 код мушкараца и 51,4 код жена). У насељу има 14 домаћинстава, а просечан број чланова по домаћинству је 3,29.
Ово насеље је великим делом насељено Србима (према попису из 2002. године).
|  |

| Демографија | Демографија | Демографија |
| Година      | Становника  | Становника  |
| ----------- | ----------- | ----------- |
| 1948.       | 119         |             |
| 1953.       | 125         |             |
| 1961.       | 198         |             |
| 1971.       | 137         |             |
| 1981.       | 125         |             |
| 1991.       | 51          | 51          |
| 2002.       | 46          | 56          |

| Етнички састав према попису из 2002.‍ | Етнички састав према попису из 2002.‍ | Етнички састав према попису из 2002.‍ | Етнички састав према попису из 2002.‍ | Етнички састав према попису из 2002.‍ |
| ------------------------------------ | ------------------------------------ | ------------------------------------ | ------------------------------------ | ------------------------------------ |
|                                      |                                      |                                      |                                      |                                      |
| Срби                                 | Срби                                 |                                      | 44                                   | 95,65%                               |
| Бошњаци                              | Бошњаци                              |                                      | 2                                    | 4,34%                                |
| непознато                            | непознато                            |                                      | 0                                    | 0,0%                                 |

| Година пописа     | 1948. | 1953. | 1961. | 1971. | 1981. | 1991. | 2002. |
| ----------------- | ----- | ----- | ----- | ----- | ----- | ----- | ----- |
| Број домаћинстава | 20    | 19    | 30    | 23    | 23    | 16    | 14    |

| Број чланова      | 1 | 2 | 3 | 4 | 5 | 6 | 7 | 8 | 9 | 10 и више | Просек |
| ----------------- | - | - | - | - | - | - | - | - | - | --------- | ------ |
| Број домаћинстава | 3 | 5 | 1 | 1 | 1 | 1 | 1 | 1 | 0 | 0         | 3,29   |

| Пол    | Укупно | Неожењен/Неудата | Ожењен/Удата | Удовац/Удовица | Разведен/Разведена | Непознато |
| ------ | ------ | ---------------- | ------------ | -------------- | ------------------ | --------- |
| Мушки  | 22     | 8                | 13           | 1              | 0                  | 0         |
| Женски | 20     | 2                | 13           | 4              | 1                  | 0         |
| УКУПНО | 42     | 10               | 26           | 5              | 1                  | 0         |

| Пол    | Укупно                    | Пољопривреда, лов и шумарство | Рибарство                            | Вађење руде и камена | Прерађивачка индустрија       |
| ------ | ------------------------- | ----------------------------- | ------------------------------------ | -------------------- | ----------------------------- |
| Мушки  | 9                         | 1                             | 0                                    | 0                    | 3                             |
| Женски | 3                         | 1                             | 0                                    | 0                    | 2                             |
| УКУПНО | 12                        | 2                             | 0                                    | 0                    | 5                             |
| Пол    | Производња и снабдевање   | Грађевинарство                | Трговина                             | Хотели и ресторани   | Саобраћај, складиштење и везе |
| Мушки  | 0                         | 4                             | 0                                    | 0                    | 0                             |
| Женски | 0                         | 0                             | 0                                    | 0                    | 0                             |
| УКУПНО | 0                         | 4                             | 0                                    | 0                    | 0                             |
| Пол    | Финансијско посредовање   | Некретнине                    | Државна управа и одбрана             | Образовање           | Здравствени и социјални рад   |
| Мушки  | 0                         | 0                             | 0                                    | 1                    | 0                             |
| Женски | 0                         | 0                             | 0                                    | 0                    | 0                             |
| УКУПНО | 0                         | 0                             | 0                                    | 1                    | 0                             |
| Пол    | Остале услужне активности | Приватна домаћинства          | Екстериторијалне организације и тела | Непознато            | Непознато                     |
| Мушки  | 0                         | 0                             | 0                                    | 0                    | 0                             |
| Женски | 0                         | 0                             | 0                                    | 0                    | 0                             |
| УКУПНО | 0                         | 0                             | 0                                    | 0                    | 0                             |